# San Mateo Otzacatipan
San Mateo Otzacatipan – miasto w Meksyku, w stanie Meksyk.